# Трошин Олексій Васильович
Тро́шин Олексі́й Васи́льович  (6 квітня 1925, Ново-Івановка — 3 квітня 2008, Київ) — Герой Радянського Союзу, в роки радянсько-німецької війни стрілець мотострілецького батальйону 69-ї механізованої бригади 9-го механізованого корпусу 3-ї гвардійської танкової армії Воронезького фронту, червоноармієць.

## Біографія
Народився 6 квітня 1925 року в селі Ново-Іванівка Стерлітамацького району Башкирії в селянській родині. Росіянин. Закінчив вісім класів середньої школи. Працював у колгоспі «Маяк» Стерлітамакського району. У 1943 році призваний до лав Червоної Армії Стерлітамакським райвійськкоматом Башкирської АРСР. У діючій армії з лютого 1943 року. Воював на Воронезькому і інших фронтах.
У ніч з 21 на 22 вересня 1943 року Олексій Трошин в числі перших переправився через річку Дніпро в районі села Зарубинці, брав участь у боях за плацдарм. У бою за село Зарубинці вогнем свого кулемета знищив 7 німецьких солдатів. 24 і 25 вересня в бою за села Луковиця і Григорівка винищив до 20 фашистів. 26 і 27 вересня, відбиваючи контратаки противника, знищив до 10 німецьких солдатів. У бою за висоту «216.8», діючи рішуче і сміливо, вогнем свого кулемета знищив до 13 солдатів і офіцерів противника. У бою за висоту «214.9» при відбиванні контратаки противника винищив 8 солдатів.
Після відвоювання Києва, О. В. Трошин був поранений і лежав у госпіталі. Потім став курсантом Саратовського танкового училища, яке закінчив у 1945 році. При штурмі Берліна командував взводом.

надгробок О. В. Трошина

Після війни продовжував службу в Збройних Силах СРСР. Член КПРС з 1952 року. У 1947 році закінчив Вищу офіцерську технічну бронетанкову школу, в 1954 році — Курси удосконалення офіцерського складу, в 1968 році — Військово-політичну академію імені В. І. Леніна. З 1976 року полковник О. В. Трошин — в запасі, а потім у відставці. Працював начальником штабу цивільної оборони Кіровського району Тбілісі. Жив у місті Воронеж, з 1995 року проживав в місті Поворино Воронезької області, а потім у Києві — у дочки. Помер 3 квітня 2008 року після важкої тривалої хвороби. Похований з військовими почестями на Міському кладовищі «Берківці».

## Нагороди
Указом Президії Верховної Ради СРСР від 17 листопада 1943 року за зразкове виконання бойових завдань командування і проявлені при цьому геройство і мужність червоноармійцеві Олексію Васильовичу Трошину присвоєне звання Героя Радянського Союзу з врученням ордена Леніна і медалі «Золота Зірка» (№ 3273).
Нагороджений орденом Леніна, орденами Вітчизняної війни 1-ї та 2-го ступеня, Червоної Зірки, медалями.